# مطبخ أردني

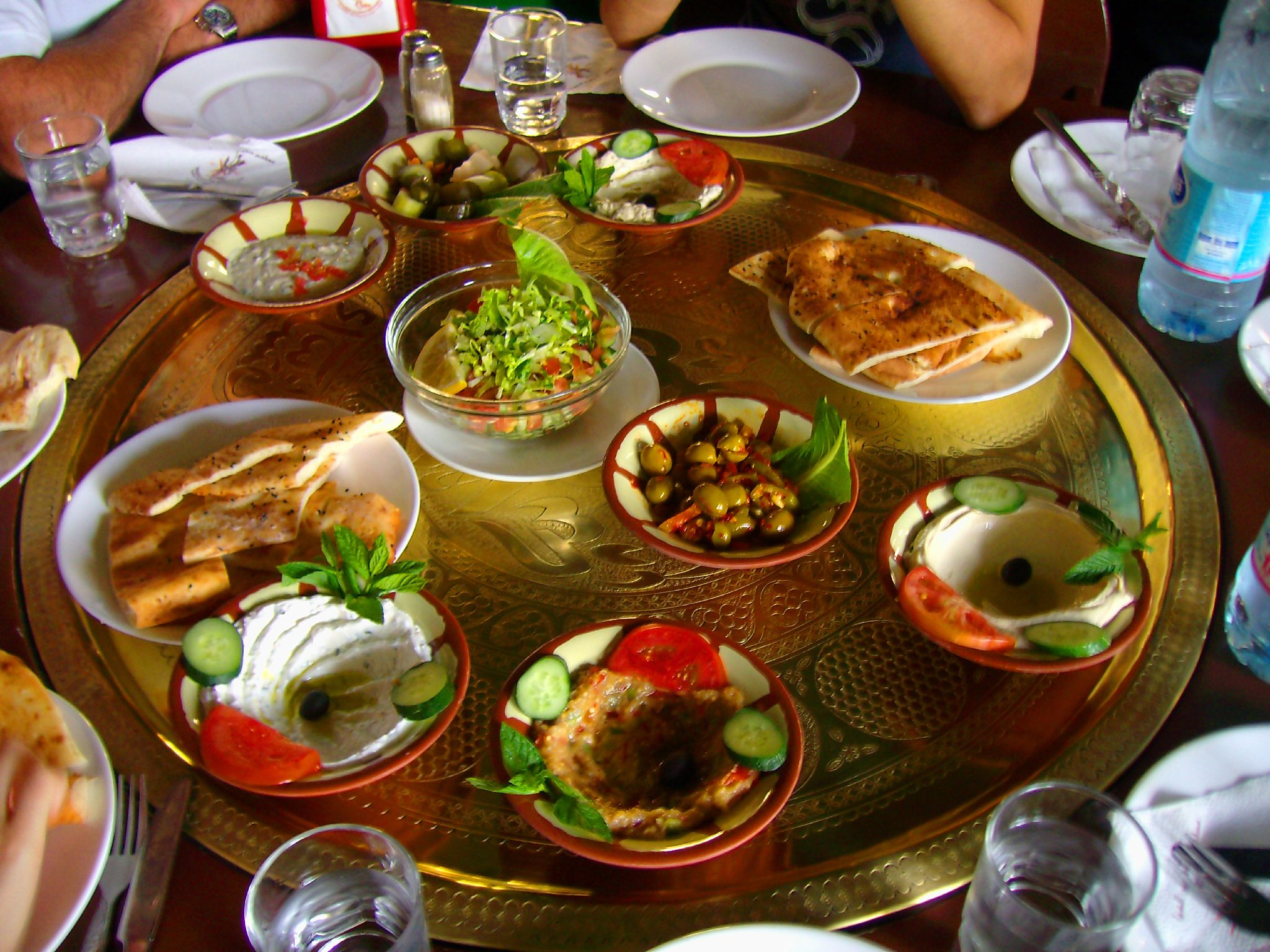
صينية مقبلات في البتراء، الأردن

المطبخ الأردني هو النمط التقليدي لإعداد الطعام نشأ في الأردن وتطور عبر العصور بتغير الوضع الاجتماعي والسياسي بجذور تعود إلى 2000 سنة قبل الميلاد. يستخدم المطبخ الأردني طائفة واسعة من طرق الطبخ على الطريقة الأردنية من الخبيز (كان قديما يخبز الخبز على الطابون وما زال لكن على نطاق اقل وأصبحت الطرق الحديثة منتشرة أكثر كما يضم الخبيز جميع ما يخبز في الفرن) والقلي والشواء (على الفحم) إلى حشو الخضروات (ورق العنب والباذنجان وغيرها)، واللحوم، والدواجن. من الشائع أيضًا في أسلوب الطبخ الأردني الشوي و/أو إعداد الأطعمة مع الصلصة الخاصة بها (مثل المنسف وتشريبه).
باعتبارها واحدة من أكبر منتجي زيت الزيتون في العالم ، فإن زيت الزيتون هو الزيت الرئيسي في الأردن حيث أنه يستخدم في كل شيء تقريبا مع انه حاليا أصبح زيت القلي يحل بدلا من زيت الزيتون في بعض الاستخدامات (مثل القلي) بسبب ارتفاع أسعار الأخير إلا أنه يبقى الزيت الأول في الأردن وبلاد الشام عموما. الأعشاب والثوم والتوابل وصلصة الطماطم والبصل والليمون، والخيار، والبندورة والنكهات التقليدية تجدها عادة في المأكولات الأردنية. لا يوجد بين الأردنيين شيء يحدد درجة حرارة الطعام حيث تختلف الأكلة الأردنية بين واحدة حارة إلى أخرى لا تمت بالحرارة بصلة.
من الأكلات الأكثر شيوعا وشعبية من المقبلات الحمص، وهو من حب الحمص المهروس والمخلوط بالطحينة والليمون والثوم وغالبا ما يضاف اليه زيت الزيتون. ومع الحمص تجد الفول من بين الأكلات الأكثر شعبية بالإضافة إلى اللبنة، كبة مقلية، بابا غنوج، تبولة، الزعتر، والزيتون والمخللات. الطبق الأردني الأكثر تميزا هو المنسف حيث أنه الطبق الوطني للأردن ، وبالتالي المنسف في قائمة أعظم رمز في الثقافة الأردنية لسخاء والكرم والجود بالذات إذا كان باللحمة البلدية وبالجميد الكركي. من الحلويات الشهيرة في نهاية الوجبة الأردنية الكنافة والهريسة والحلاوة وأحيانا أخرى ما تكون من الفواكه الطازجة، وهناك أيضا حلوى أخرى معروفة مثل البقلاوة والقطايف خصيصا لرمضان.
ويتميز المطبخ الأردني بتفرده بأكلات لا توجد في المنطقة الا في الأردن مثل الرشوف والمكمورة وغيرها.

## المأكولات
ومن الأكلات الشعبية في الأردن:

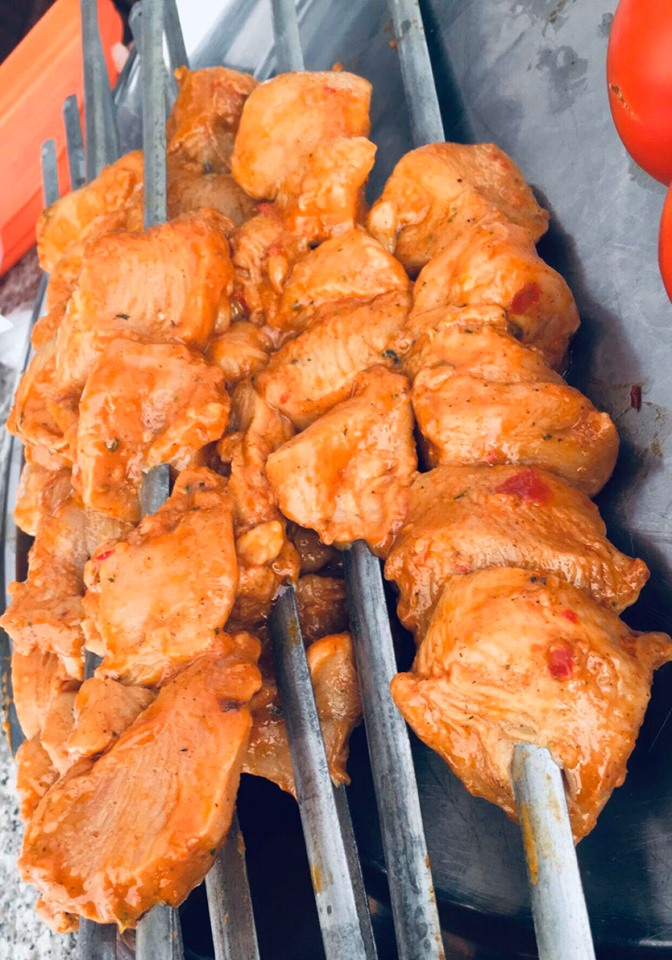
دجاج بتوابل أردنية

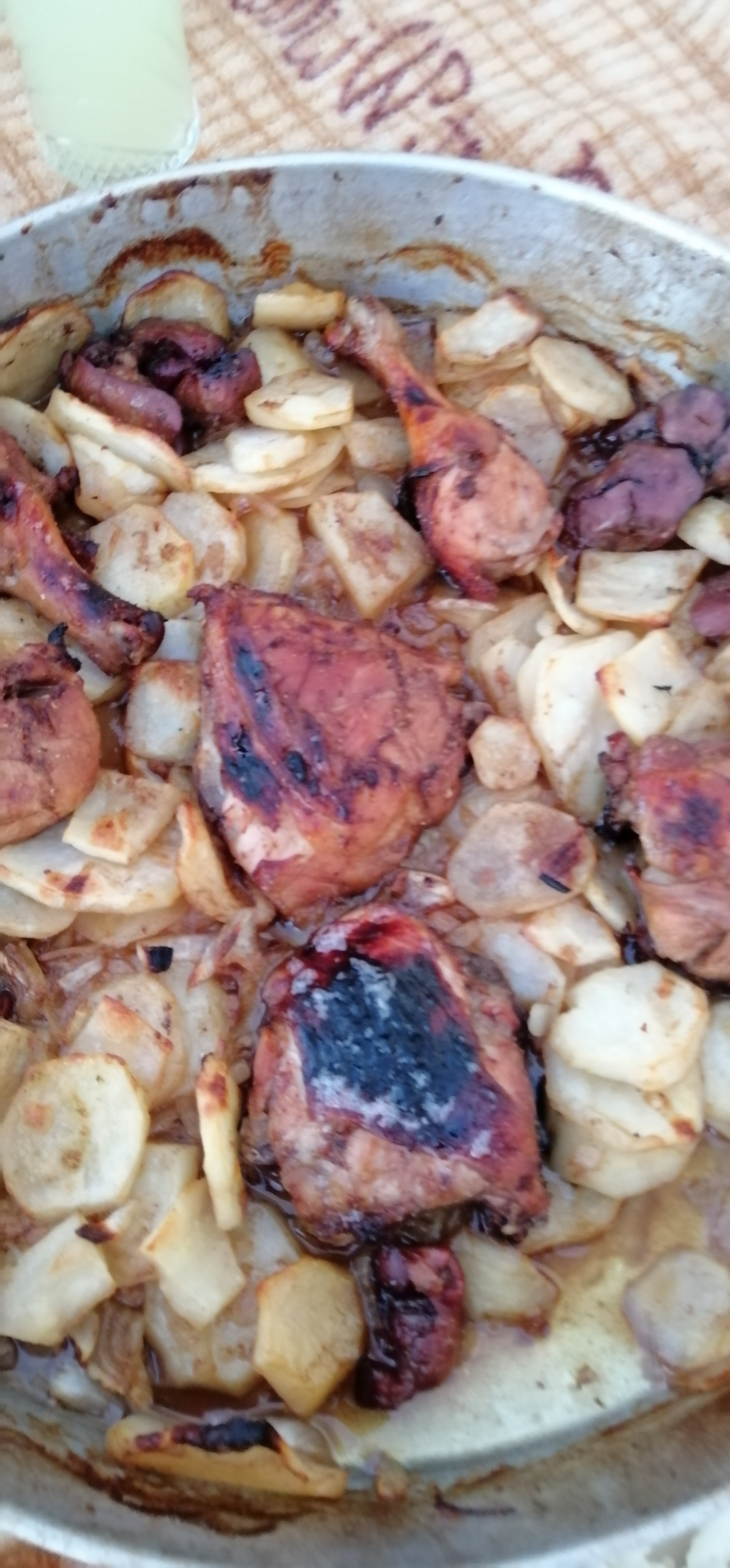
صينية دجاج

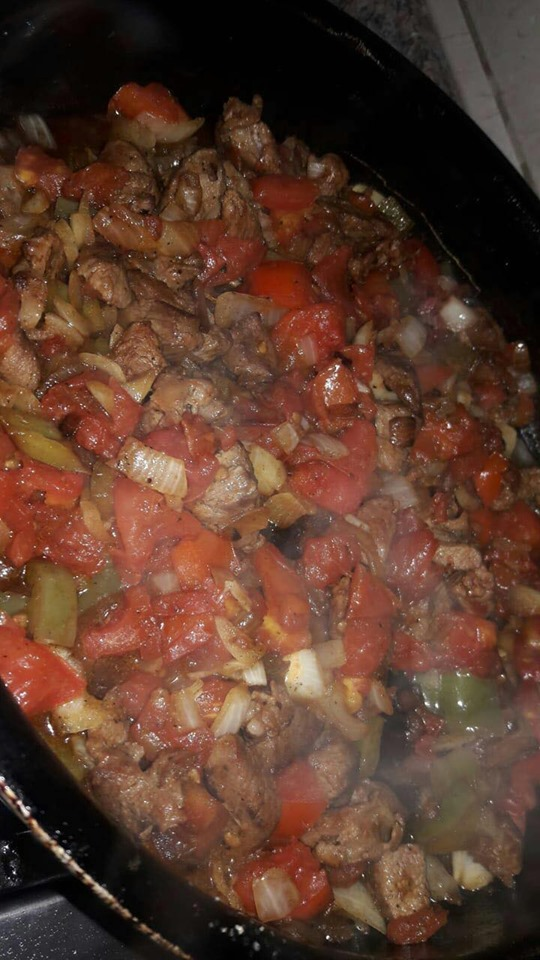
صاجية أردنية

- المنسف: يعتبر المنسف الطبق الوطني في الأردن، معروف في كل المناطق دون استثناء، يقدم في المناسبات كولائم الأفراح والأعياد وفي موائد العزاء أيضاً.
- قلاية البندورة: لا غنى عنها بجميع طبقات الناس في جميع المحافظات.
- المكمورة: وهي من الأكلات المعروفة في قرى شمال الأردن وجنوب سوريا.
- الكبة أو الكباب: من الأطباق التي تحضّر في كافة المناطق، إذ امتدّ انتشارها من قرى شمال إربد مثل قرى بني كنانة.
- المطبّق: وتعرف من الأكلات الطيبة في قرى لواء الطيبة والوسطية وهي مصغرة عن المكمورة.
- الجعاجيل (الكعاكيل أو الشعاشيل)، وتتشارك المحافطات الأردنية جميعها بنفس الأكلات الشعبية مع محافظات جنوب سوريا وخصوصا درعا، نظرا للتشابه الجغرافي والسكاني والبيئي بين المنطقتين.
- المقلوبة
- اللزاقيات
- صينية دجاج
- صينية لحمة
- آذان الشايب
- الحمص والفول: من الأطعمة التي تقدم على الفطور عادة، خاصة في أيام الجمع، كما تقدم كمقبلات في وجبات الغداء والعشاء.
- الكنافة: أشهر أنواع الحلويات الأردنية. تقدّم في كافة المناسبات.